# Койке Юкі
Юкі Койке (англ. Yuki Koike, нар. 24 червня 1996) — японський легкоатлет, який спеціалузіється в спринтерських дисциплінах, чемпіон Азійських ігор.
На чемпіонаті світу-2019 у Досі здобув «бронзу» в естафетному бігу 4×100 метрів (брав участь у забігу).